# The Chalk Garden
The Chalk Garden is een dramafilm uit 1964 onder regie van Ronald Neame. De film is gebaseerd op het gelijknamige toneelstuk van Enid Bagnold. Actrice Edith Evans werd genomineerd voor de Oscar voor Beste Vrouwelijke Bijrol voor haar rol in de film.
De film zou eerder gemaakt worden met Joanne Woodward en Sandra Dee in de hoofdrollen, maar het project verwaterde, voordat het werd opgepakt met een nieuwe filmploeg. Het verhaal gaat over een 16-jarige rebel die opgroeit bij haar grootmoeder, een gouvernante.

## Rolverdeling
| Acteur            | Personage        |
| ----------------- | ---------------- |
| Deborah Kerr      | Miss Madrigal    |
| Hayley Mills      | Laurel           |
| John Mills        | Maitland         |
| Edith Evans       | Mrs. St. Maugham |
| Felix Aylmer      | Judge McWhirrey  |
| Elizabeth Sellars | Olivia           |